# Denton (North Yorkshire)
Denton – osada w Anglii, w hrabstwie North Yorkshire, w dystrykcie (unitary authority) North Yorkshire. Leży 47 km na zachód od miasta York i 292 km na północny zachód od Londynu.